# 750.
750. je šesto desetletje v 8. stoletju med letoma 750 in 759. 